# Glagolitische Messe (Janáček)
Die Glagolitische Messe (tschechisch Glagolská mše,  kirchenslawisch Mša glagolskaja, lateinisch Missa Glagolitica) ist eine späte Komposition des tschechischen Komponisten Leoš Janáček. Das Werk ist geschrieben für vier Gesangssolisten  (Sopran, Alt, Tenor, Bass), Doppelchor, Orgel und großes Orchester. Janáček vollendete das Werk am 15. Oktober 1926, also in seinem 72. Lebensjahr. Es wurde am 5. Dezember 1927 in Brno uraufgeführt, durch ein von Jaroslav Kvapil geleitetes örtliches Ensemble. 1929 wurde sie im Gedenken an Janáčeks Tod bei den VII. Weltmusiktagen der Internationalen Gesellschaft für Neue Musik (ISCM World Music Days) in Genf aufgeführt und international bekanntgemacht.
Janáček vertonte den Messtext des glagolitischen Ritus, das heißt, das ins Kirchenslawische übersetzte Ordinarium der katholischen Messe.

## Hintergrund
Die fünf den Messetext vertonenden Sätze (in der lateinischen Benennung):  Kyrie, Gloria, Credo, Sanctus, Agnus Dei werden von drei Instrumentalsätzen umrahmt: einem orchestralen Vorspiel und zwei Postludien: einem Orgel-Solo und einem Orchesterstück.
Janáček hatte große  Erfahrung in der Chorarbeit und hatte u. a. eine Menge Chormusik geschrieben: dieses Opus ist sein Meisterwerk auf diesem Gebiet. Das Werk beginnt und endet mit den für den Komponisten typischen triumphierenden Fanfaren (siehe auch seine bekannte Sinfonietta).
Janáček war ein Anhänger des Panslawismus; seine Glagolitische Messe wurde daher auch als Wiederbelebung uralter slawischer Kultur in modernem Gewande gesehen.
Die Entstehungsgeschichte der „Glagolitischen Messe“ war verwickelt: Janáček begann schon 1920 mit Skizzen, aber erst 1926 arbeitete er intensiver an dem Werk. Die Partitur erschien erst 1929, nach seinem Tode. Zwischen der Fassung für die Uraufführung (5. Dezember 1927) und der endgültigen Druckvorlage bestehen große Unterschiede. Die spätere Überarbeitung ist nunmehr für Aufführungen maßgeblich, sie ist instrumental reichhaltiger, leichter einzustudieren und an einigen wichtigen Passagen verknappt. In der Kritischen Gesamtausgabe werden die Fassung letzter Hand und die Fassung „September 1927“ separat veröffentlicht.

## Struktur
Die acht Sätze der Komposition sind:
1. Úvod – Einleitung – Orchester
2. Gospodi pomiluj – Kyrie – Herr, erbarme dich – Sopran, Chor, Orchester
3. Slava – Gloria – Ehre sei Gott in der Höhe – Sopran, Tenor, Chor, Orgel, Orchester
4. Věruju – Credo – Ja, ich glaube – Tenor, Bass, Chor, Orgel, Orchester
5. Svet – Sanctus – Heilig ist der Herr Sabaoth – Sopran, Alt, Tenor, Bass, Chor, Orchester
6. Agneče Božij – Agnus Dei – Lamm Gottes – Sopran, Alt, Tenor, Bass, Chor, Orchester
7. Varhany sólo [Postludium] – Orgel solo
8. Intrada [Exodus] – Orchester

## Erstveröffentlichung
- Wien, Universal Edition, 1929. Plattennummer U.E. 9541/13366.
  - Übersetzung ins Deutsche: Rudolf Hoffmann (1878–1931)
  - Edition des slavischen Textes: Miloš Weingart (1890–1939)

## Diskografie und Filmaufnahmen
- 1951: Břetislav Bakala, Brno Radio Symphony Orchestra (Supraphon)
- 1963: Leonard Bernstein, New York Philharmonic (CBS Records)
- 1963: Karel Ančerl, Tschechische Philharmonie (Supraphon; 1968 auch bei Eterna)
- 1964: Rafael Kubelík, Symphonieorchester des Bayerischen Rundfunks (Deutsche Grammophon)
- 1974: Rudolf Kempe, Royal Philharmonic Orchestra (Decca)
- 1978: Václav Neumann, Tschechische Philharmonie (Supraphon)
- 1978: Ladislav Slovák, Slowakische Philharmonie (Denon)
- 1979: František Jílek, Philharmonie Brünn (Supraphon)
- 1981: Sir Simon Rattle, City of Birmingham Symphony Orchestra (EMI Classics)
- 1984: Sir Charles Mackerras, Tschechische Philharmonie (Supraphon)
- 1988: Michael Gielen, SWF-Sinfonieorchester Baden-Baden (Intercord/SWR Music)
- 1990: Robert Shaw, Atlanta Symphony Orchestra (Telarc)
- 1990/1991: Michael Tilson Thomas, London Symphony Orchestra and Chorus (Sony)
- 1991: Kurt Masur, Gewandhausorchester Leipzig (Philips)
- 1991: Charles Dutoit, Montreal Symphony Orchestra (Decca)
- 1994: Charles Mackerras, Danish National Radio Symphony Orchestra (Chandos)
- 1997: Riccardo Chailly, Wiener Philharmoniker (Decca)
- 2000: Sir Andrew Davis, BBC Symphony Orchestra and Chorus (BBC Proms)
- 2010: Antoni Wit, Warschauer Philharmonie (Naxos)
- 2010/2012: Marek Janowski, Rundfunk-Sinfonieorchester Berlin (Pentatone)
- 2013: Sir Simon Rattle, Berliner Philharmoniker; vollständige Wiedergabe (Audio/Video) eines Konzerts in der Digital Concert Hall
- 2013: Tomáš Netopil, Tschechisches Radio-Symphonie-Orchester (Supraphon) – Uraufführungsversion vom September 1927
- 2013: Jiří Bělohlávek, Tschechische Philharmonie (Decca) – Uraufführungsversion vom September 1927

Das Postludium wird gelegentlich als eigenständiges Orgelwerk aufgeführt und aufgenommen.

## Filmmusik
Die Glagolitische Messe wurde als Musik zum 1954 gedrehten Film Inauguration of the Pleasure Dome (Regisseur: Kenneth Anger) benutzt.